# Dutch Cap Island
Dutch Cap Island is een onbewoond eiland van 6 ha dat deel uitmaakt van de Canadese provincie Newfoundland en Labrador. Het ligt in Placentia Bay aan de zuidkust van Newfoundland.

## Geografie
Dutch Cap Island is een steil, rotsachtig eiland pal voor de zuidkust van Isle Valen, een groot eiland in het westen van Placentia Bay. Op het smalste punt liggen beide eilanden slechts 130 m van elkaar verwijderd. Het bevindt zich daarenboven slechts zo'n 750 m ten oosten van de natuurlijke haven van het hervestigde vissersdorpje Isle Valen. Iets minder dan 600 m naar het zuiden toe ligt Little Isle Valen.
Dutch Cap Island is een ruwweg 8-vormig eiland met langs zijn oost-westas een lengte van 500 m en een maximale breedte van 230 m. Het oostelijke deel, dat 81 m boven de zeespiegel reikt, is via een smalle en lage istmus verbonden met het westelijke deel dat 30 m hoog reikt.